# Jõksi (Meremäe)
Jõksi – wieś w Estonii, w prowincji Võru, w gminie Meremäe.